# Cornelius Castoriadis
Cornelius Castoriadis (en griego: Κορνήλιος Καστοριάδης) (Estambul, 11 de marzo de 1922-París, 26 de diciembre de 1997) fue un filósofo, sociólogo, economista y psicoanalista greco-francés, defensor del concepto de autonomía política y fundador en los años 1940 del grupo político Socialismo o barbarie y de la revista del mismo nombre, de tendencias próximas al luxemburguismo y al consejismo. Posteriormente abandonaría el marxismo, para adoptar una filosofía original, con un posicionamiento cercano al autonomismo y al socialismo libertario.

## Biografía
Nació en Constantinopla en 1922, de donde su familia huyó con él frente al desarrollo y consecuencias de la Guerra greco-turca hacia Atenas. La vida y obra de Castoriadis es posible diferenciarla en dos momentos; el primero, que corresponde desde su juventud en Grecia donde vivió la dictadura fascista, la Guerra greco-italiana, y los inicios de la Guerra civil griega, momentos en que estudió derecho, economía y filosofía, en la Universidad de Atenas, acercándose a la militancia en el marxismo-leninismo con el KKE, y posteriormente con el trotskismo. Así lo reconoce el propio Castoriadis en una nota autobiográfica en su libro La sociedad burocrática:

En el origen de la evolución de esas ideas hay una experiencia, la de la segunda guerra mundial y la ocupación alemana. No viene al caso contar cómo un adolescente, al descubrir el marxismo, creyó serle fiel ingresando en las Juventudes Comunistas bajo la dictadura de Metaxas, ni por qué pudo creer, después de la ocupación de Grecia y el ataque alemán contra Rusia, que la orientación chovinista del PC griego y la constitución de un Frente Nacional de Liberación (EAM) era el resultado de una desviación local que podía ser corregida con una lucha ideológica dentro del partido. La sustitución de argumentos por porras, y la radio rusa, se encargaron de que cambiara rápidamente de opinión. El carácter reaccionario del Partido Comunista, de su política, de sus métodos, de su régimen interno, así como el cretinismo que impregnaba, entonces como ahora, cualquier discurso o texto que emanara de la dirección del Partido Comunista, aparecían con claridad absoluta. No es pues de extrañar que, en esas circunstancias de tiempo y de lugar, esas comprobaciones llevaran al trotskismo, cuya fracción más izquierdista desarrollaba una crítica sin compromisos tanto del estalinismo como de los trotskistas «derechistas» (que, como supimos más tarde, cuando se restablecieron las comunicaciones interrumpidas desde 1936, representaban el verdadero «espíritu» —sit venia verbo— de la IV Internacional).

Luego, se trasladó a Francia en 1946, cuando estalló totalmente la guerra civil en su país. Ahí continuó sus estudios de filosofía en el Instituto de Francia y se unió al Parti Communiste Internationaliste (PCI), donde conoció a Claude Lefort, creándose así el famoso grupo Socialisme ou Barbarie, en el cual se llegó a relacionar con figuras tales como Edgar Morin, Henri Lefebvre, Jean-François Lyotard, Gérard Genette, y Guy Debord, entre otros. En 1948 ambos se separaron del PCI, por diferencias dogmáticas, e iniciaron la publicación de sus análisis y opiniones en la revista del mismo nombre del grupo. Para ese mismo año, Castoriadis comenzó a trabajar como economista en la OCDE, situación que lo obligó a escribir bajo varios pseudónimos, entre los que destacaron, Pïerre Chaulieu, Marc Coudray, y Paul Cardan —este último el más usado—. A partir de 1964, se hizo miembro de la escuela freudiana de París (EFP), fundada por Jacques Lacan, con quien comenzó a tener desavenencias en 1967.
La revista Socialisme ou Barbarie se publicó entre 1948 hasta 1966, años en que la reflexión llevó a Castoriadis a la siguiente encrucijada: seguir siendo fiel al marxismo o a la revolución. Así lo demostró él mismo, con la publicación en la revista de los artículos «Marxismo y teoría revolucionaria» entre 1964 y 1965, que terminarían por ser la primera parte de su libro más famoso, La institución imaginaria de la sociedad. A raíz de esta reflexión, se propuso la disolución del grupo, lo que se concretó en 1966, iniciándose así el proceso de transición de Castoriadis al segundo momento o segunda etapa, ya que fue en esta época cuando se separó de Socialismo o Barbarie (1966), se casó con Piera Aulagnier, y vivió los acontecimientos del Mayo francés (1968), abandonando el EFP y participando en la creación del Quatrième groupe (1969). También dejó de trabajar en la OCDE (1970), terminando y publicando la obra La institución imaginaria de la sociedad (1975). Esta transición terminaría por ubicar a Castoriadis en el estudio del imaginario, periodo en el cual desarrolló la mayoría de sus conceptos más importantes; precisamente así lo reconoce un estudio biográfico:

Su atención teórica se va a dirigir al imaginario, al grado cero del lenguaje y del pensamiento, a los magmas simbólicos que alientan y estimulan la acción humana al margen de causas y razones de carácter puramente lógico. Va a explorar lo imprevisible de un sentido humano que estalla al albur de semejanzas, analogías y asociaciones metafóricas. Si hasta ahora había personificado en el proletariado el poder renovador de la vida social, a partir de estos momentos empezará a diseñar una idea de acción (transformadora) sin pensar en un sujeto/conciencia concreto.

Su influencia sobre el Mayo francés es considerada como de «inspiración espiritual», reconocido públicamente por Daniel Cohn-Bendit, y ligado a la famosa frase «La imaginación al poder», lo que para Fernando Savater es una transcripción casi 'literal' del último artículo de Castoriadis en Socialisme ou Barbarie. Al mismo tiempo que definía su campo de acción, se distinguió por su alejamiento con otras escuelas francesas 'pre' y 'post' Mayo del 68, cuando en 1976 escribió en Topique, a partir del libro Un destin si funeste de François Roustang, un largo artículo criticando el pensamiento estructuralista, tanto en las versiones de Michel Foucault, Roland Barthes, Louis Althusser, Gilles Deleuze, y Félix Guattari, como respecto del método y posturas lacanianas.
A partir de 1974 comenzó a ejercer como psicoanalista. Ya en 1980, Castoriadis fue nombrado director de estudios de la Escuela de Estudios Superiores en Ciencias Sociales, donde continuó los trabajos publicados desde 1978 con Les Carrefours du labyrinthe, completando cinco volúmenes y uno más publicado póstumamente; estos escritos pretendían ser trabajos «de semilla», analizando fenómenos muy específicos a partir de lo ya expuesto en La institución imaginaria de la sociedad. En 1997, Castoriadis murió en París de una enfermedad del corazón, habiendo sido enterrado en el cementerio de Montparnasse.
Durante su trayectoria en la École, impartió seminarios (entre 1980 y 1995) sobre la «creación humana», constituyendo una constante actualización de sus reflexiones, los que deberían terminar de expresarse en La creación humana, obra que no pudo terminar. Sin embargo, se han publicado parcialmente dos de sus seminarios (1986-1987 y 1982-1983), y la transcripción de sus apuntes se encuentra aún en proceso.

## Filosofía

### Burocracia y trotskismo
Como vemos en la biografía, el pensamiento de Castoriadis se puede ubicar en dos momentos de reflexión (1946-1967 y 1968-1997), uno derivado del otro. El primero son las consideraciones dentro del marxismo, particularmente en su militancia trotskista en el PCI, y su etapa en Socialismo o Barbarie, en los cuales desarrolla lo que se ha llegado a llamar «sovietología». Principalmente se expresa en el seno de la revista (1948-1965), y se termina de plasmar en la publicación de los artículos revisados y extendidos en varios libros, a saber, La Société bureaucratique (dos tomos, 1973), L’Expérience du mouvement ouvrier (dos tomos, 1974), Capitalisme moderne et révolution (dos tomos, 1979),  Le Contenu du Socialisme (1979) y La Société française (1979). La mayoría de este material se encuentra fuera de catálogo o circulación.
La reflexión en esta etapa, que de una u otra forma deriva en la siguiente, se puede entender como un periodo de estudio del pensamiento marxista y sus consecuencias. Primero en el seno del dogmático KKE, y luego en las críticas no comprometidas del trotskismo sobre la URSS; lo que propicia la creación de Socialisme ou Barbarie, en donde se observan las consecuencias de las jerarquías dentro de la sociedad rusa soviética. Así se refleja en las primeras líneas pragmáticas del primer número de la revista:

Un siglo después del Manifiesto Comunista, treinta años después de la Revolución rusa, después de victorias deslumbrantes y derrotas abismales, el movimiento revolucionario parece haber desaparecido ... Más que nunca se trata hoy de una cuestión de «marxismo», de «socialismo», de la clase obrera y de un nuevo período histórico, pero más que nunca el verdadero marxismo ha sido burlado, el socialismo vilipendiado; más que nunca la clase obrera ha sido vendida y traicionada por aquellos que dicen ser sus representantes. ... Parece que el «socialismo» se hubiera realizado en países que tienen cuatrocientos millones de habitantes, Pero es un «socialismo» inesperable de los campos de concentración, de una explotación social inhumana y de una dictadura atroz, de una imbecilidad generalizada.

De esta reflexión, las conclusiones es el paradigma que el propio Castoriadis introduce en las primeros artículos de Marxismo y teoría revolucionaria (1964-1965), cuando dice:

Habiendo partido del marxismo revolucionario, hemos llegado al punto en el que había que elegir entre seguir siendo marxistas o seguir siendo revolucionarios; entre la fidelidad a una doctrina, que ya no anima desde hace mucho tiempo ni una reflexión ni una acción, y la fidelidad al proyecto de una transformación radical de la sociedad, que exige antes que nada que se comprenda lo que quiere transformar y que se identifique lo que, en la sociedad, contesta realmente esta sociedad y está en lucha contra su forma presente.

De esta forma, Castoriadis rompe tanto con el marxismo como con el trotskismo, y finalmente también con Socialismo o barbarie, para emprender y concentrarse en un nuevo nivel de reflexión, lo que comprenderá su segunda etapa de pensamiento (1968-1997).

### Imaginario social
El segundo momento en el pensamiento de Castoriadis es el que compete desde la reflexión final y disolución de Socialismo o Barbarie, y la concreción de su obra más conocida, La institución imaginaria de la sociedad (1975), en la cual, como se indicó más arriba, se inicia el estudio de la creación humana y el factor imaginario. Posterior a La institución imaginaria de la sociedad, el trabajo de Castoriadis se concentra a dilucidar y profundizar las líneas generales explicitadas en éste, por medio de la colección Las encrucijadas del laberinto (1. Les Carrefours du labyrinthe 1978; 2. Domaines de l’homme, 1986; 3. Le Monde morcelé, 1990; 4. Fait et à faire, 1997; 5. Post-scriptum sur l’insignifiance, 1998; y 6. Figures du pensable, 1999) y los seminarios en la École (1980-1995), estos últimos aún en transcripción, edición y publicación. Hasta el día de hoy se han publicado uno fuera de colección (Sur le Politique de Platon – Séminaires à l’EHESS, du 19/02/1986 au 30/04/1986, 1999) y tres bajo el título de la colección La creación humana (1. Sujet et vérité dans le monde social-historique – Séminaires 1986-1987, 2002; 2. Ce qui fait la Grèce, 1. D’Homère à Héraclite – Séminaires 1982-1983, 2004; y, 3. La Cité et les lois – Ce qui fait la Grèce 2, 2008), todos en edición de Enrique Escobar, Myrto Gondicas y Pascal Vernay. Asimismo, parte de esta etapa ha quedado plasmada en otras obras fuera de colección (Devant la guerre – tome 1 : les réalités, 1981; De l’écologie à l’autonomie —con Daniel Cohn-Bendit—, 1981; La Brèche: vingt ans après —sobre el Mayo francés—, 1988; Post-scriptum sur l’insignifiance, 1988; Une Société à la dérive : Entretiens et débats 1974-1997, 2005; y Fenêtre sur le chaos, 2007).

#### Imaginario social como creación indeterminada
Ahora bien, para Castoriadis, la imaginación es la creación humana indeterminada, por tanto, cambio. 
El ser social es actividad y es hacer. El ser humano es actividad pero es actividad que crea, es un hacer que inventa, es un hacer que genera a diferencia de cualquier otro ser vivo. 
Genera e inventa el mundo que habita y al hacerlo se inventa así mismo. El ser humano imagina, despliega, genera algo allí donde no había, trasforma el planeta y en este acto se trasforma a sí mismo. 
Desde este punto de vista, el nivel de existencia del ser humano empieza por lo imaginario. Castoriadis rescata y jerarquiza el nivel de lo imaginario pensando el proceso histórico social desde dos grandes aspectos: El «imaginario social radical» y el «imaginario social efectivo»:
- El imaginario social radical, actividad instituyente y significante, un dar forma como actividad generativa colectiva. Con algunos contenidos algo determinados en algún momento de lo histórico social pero que pueden ser efímeros o volver a determinarse.
- El imaginario social tercero o efectivo: son los contenidos determinados, instituidos del imaginario social, no son forma, son contenido y son lo que organiza lo central de cada una de las instituciones sociales como por ejemplo la familia.

El cambio social implica discontinuidades radicales que no pueden ser explicadas en término de causas deterministas o presentadas como una secuencia de acontecimientos. El cambio emerge a través del imaginario social. Todas las sociedades construyen sus propios imaginarios: instituciones, leyes, tradiciones, creencias y comportamientos. 
Castoriadis analiza los periodos de cambio social preguntándose por qué las sociedades cambian y aparecen nuevas formas de lo social. A medida que se desarrolla el proceso histórico social hay grandes significaciones que comienzan a perder sentido. Caen debido a que dejan de ser necesarias para el fin que han sido creadas. 
Las significaciones sociales se modifican de acuerdo a las necesidades de un momento histórico, social, político y económico determinado. Aparecen nuevas significaciones que provienen del fondo del ser histórico social, del imaginario social radical. Adviene así una nueva significación que entonces organiza distinto ese escenario.
El ser humano modifica y crea su entorno para cubrir las necesidades tanto individuales como sociales en el proceso de la vida y estas modificaciones están íntimamente ligadas a una época y cultura determinada. 
Es así como a lo largo de su obra, Castoriadis proporciona numerosos ejemplos:
- Encontramos ridículos, rudos e incluso repugnantes ciertos hábitos alimenticios de nuestros vecinos: los franceses comen ranas y caracoles, los ingleses preparan el cordero con mermelada... Percibimos las lenguas extranjeras como formadas por sonidos groseros, guturales, bárbaros, cuando hablan en la playa tenemos la impresión de que discuten, ¡y sin embargo todos los recién nacidos tiene los mismo órganos de habla y oído!
- En un estadio más complejo, en cada civilización, la escala de los castigos es diferente, resultado de un proceso de construcción, con diferencias a menudo sorprendentes entre unas y otras, pero el resultado está claro y en él se reflejan los valores de una civilización, y ello sin ningún mecanismo de construcción determinista simple.
- Otro estudio del caso tiene una antigüedad de más de 4.000 años: el candelabro de siete brazos de la tradición judía. Castoriadis escuchó el razonamiento de los funcionalistas, según el cual una institución, por imaginaria que pueda parecer, se explicaría siempre por una necesidad funcional apta para mejor engrasar los engranajes de dicha sociedad. Según ellos, los creyentes y practicantes judíos necesitaban iluminar los lugares cerrados y sombríos donde celebraban sus cultos, y de ahí la necesidad funcional de las antorchas, velas y candelabros. Al mismo tiempo, esos funcionalistas mantenían que, a partir del momento en que ese candelabro quedó asociado a lo sagrado, era necesario encontrar un indicador, una etiqueta para señalar que ese objeto no era profano, sino sagrado. ¿Por qué no podía ser el número de brazos? Pero si se quiere marcar un objeto sagrado mediante un número, lo funcional es escoger un número mágico, y de ahí los siete brazos del candelabro judío. A esto replica Castoriadis que él está de acuerdo con el razonamiento funcionalista, conjunto-identitario, pero de entre la colección de números mágicos disponibles se hubieran podido escoger el 3, el 5, el 11, el 9, el 13 y otros. Este no sé qué que representa la elección del número mágico específico. El número 7 es la frontera imaginaria no determinista que separa la ontología sociohistórica de la ontología conjunto-identitaria. Una institución humana no puede ser jamás reducida a una creación 100% determinista.

Se debe diferenciar del término homónimo que habitualmente circula, que es sinónimo de representaciones sociales más comúnmente usado el Ciencias Sociales como lenguaje corriente, así como del término imaginario de Jacques Lacan.

#### Lenguaje comolegeinyteukhein
Para Castoriadis el lenguaje está compuesto por dos dimensiones básicas. Primero por el legein, que se trata de la dimensión identitaria del representar-decir social; viene del logos-lógica, que significa, para Castoriadis, el distinguir-elegir-poner-reunir-contar-decir. Según este autor, en el lenguaje, el legein está representado por el componente código; el componente significativo del lenguaje se llamará lengua, del cual no se puede eliminar, al igual que en la representación social, llama la atención que este representación social, es en Ciencias Sociales lo que comúnmente se conoce como imaginario social, pero que para Castoriadis tiene otra connotación (la creación humana). Por otro lado, esta el teukhein, que es la dimensión identitaria, funcional e instrumental del quehacer social, de la creación; viene del techne-técnica, lo que significa reunir-adaptar-fabricar-construir, es el componente ineliminable de la acción social.

### Algunas consideraciones históricas
De sus teorías obtiene Castoriadis algunas consecuencias simples:
- El campo sociohistórico no puede estar regido por un determinismo materialista e histórico, pues ese concepto pertenece a la ontología conjunto-identitaria.
- Así, estaría fuera de lugar afirmar que la experiencia soviética fue una realización fracasada de una idea justa.

Según Castoriadis, en el dominio de las instituciones humanas no existe un modelo teórico; solo existe una realización que se produce en el tiempo al hilo de millones de decisiones particulares y de conductas individuales concretas; en caso de fracaso, no se puede poner el mecanismo a cero, no se vuelve a jugar la partida como en las máquinas de flipper, no existe el bonus, same player shoots again, sino el game over; otras instituciones y otras experiencias ocuparán el sitio. Simétricamente, el modo de producción capitalista y el universo de explotación capitalista no son encarnaciones degeneradas de una buena teoría del mercado, sino creaciones imaginarias y reales que acabaran por hundirse, y ningún gobierno podrá decir ¡bueno, reiniciemos el capitalismo evitando los fallos del pasado!. No se trata de una sesión de trabajos prácticos sobre la base de un curso.

### Heteronomía y autonomía
Castoriadis insiste en la existencia y la necesidad de un camino: el proyecto de auto-emancipación autónoma. Para él, hasta el presente las sociedades han sido heterónomas, han construido sus imaginarios atribuyéndolos a alguna autoridad extrasocial: Dios, los Antepasados, la Necesidad histórica, es decir, que las sociedades heterónomas no se dan cuenta de que las instituciones son autoconstruidas. Castoriadis piensa que la humanidad solo podrá escapar a la catástrofe:
1. Conociendo el carácter autónomo de las instituciones imaginarias
2. Teniendo la voluntad explícita de auto-instituirse, auto-emanciparse.

En ese sentido, su alternativa socialista Socialismo o barbarie hubiera podido llamarse Emancipación autónoma o barbarie.

### Dos articulaciones fundamentales en Castoriadis

#### Articulación individual/colectiva
Castoriadis abordó las dos facetas de la ontología social-histórica-psíquica-imaginaria, la faceta individual y la faceta social. Según él, las instituciones y las psiques se autoelaboran en el tiempo (quizá a diferente escala para cada una, pero ciertamente en el tiempo) en una interacción recíproca, una relación dialéctica. Si recordamos las interacciones entre civilizaciones y entre personas, vemos que una civilización se desarrolla en contacto y en fricción con las civilizaciones vecinas, y un psiquismo se desarrolla en contacto y en fricción con otros. A Castoriadis le interesa examinar cómo las instituciones de una civilización son el resultado del trabajo durante mucho tiempo de millones de psiques individuales dinámicas y cómo el desarrollo del psiquismo de un ex-bebé es el resultado de su larga inmersión en una civilización dinámica. Esto podría parecer un lugar común casi determinista, pero no es así, gracias precisamente a causa de la irreductible parte no funcional de la ontología sociohistórica.
Sus puntos ontológicos paralelos son bastante fáciles de identificar:
- Ambos se apoyan sobre lo real conjuntista-identitario. Una institución no divaga en un completo azar, responde en parte a una necesidad funcional; un psiquismo responde también en parte a una necesidad funcional de salvaguarda y desarrollo de la vida del individuo.
- Ambos no se contentan con el aspecto funcional; existe el ya mencionado no se qué, una fracción de arbitrariedad, de aleatoriedad innecesaria y no asociada a ningún necesidad concreta.
- Ambos son únicas y no vuelven al punto de partida. Se trata del mismo ejemplo del Imperio romano. Un bebé tendrá su destino psíquico único y no repetible, su psiquismo se desarrollará según una cierta trayectoria mitad necesaria y mitad aleatoria, y si se aprecia un error está fuera de lugar dar marcha atrás y tomar otro camino. Lo mismo ocurre por una sociedad o una civilización: no se vuelve a jugar la partida.

#### Articulación sincrónica/diacrónica
Un aspecto primordial, aunque difícil de expresar claramente, es la relación con el tiempo que mantienen los seres de la ontología socio-histórica. A lo largo de su obra, Castoriadis ha consagrado varios párrafos al tema, pero nos contentaremos con señalar las dos maneras de hablar de las instituciones socio-históricas a partir de la idea del corte instantáneo (o, por su semejanza conceptual a una fotografía, la instantánea):
- Aproximación sincrónica, es decir que se estudia un corte de diversas instituciones vecinas en el mismo instante. Por ejemplo, podemos estudiar las leyes, el sistema escolar y los barrios marginales en Cantabria en mayo de 2006. Esto ya es una tarea ardua que nos llevaría seguramente a ampliar la instantánea a otras instituciones vecinas, el aprendizaje, la empresa, la prisión, el hospital, los medios de comunicación, y quizá fuéramos empujados a comparar las mismas instituciones en la misma fecha en las comunidades vecinas, País Vasco, Castilla y León, Asturias. De hecho Castoriadis pensaba que, cuando se tira de un hilo de la madeja, todos los demás acaban por manifestarse, pues todos se encuentran en el resultado instantáneo de una construcción socio-histórica.

- Aproximación diacrónica, es decir, se estudia una sola institución en su desarrollo a lo largo del tiempo. Por ejemplo, podemos estudiar los transportes públicos en Europa de 1805 a 2006. Probablemente encontremos necesario desbordar el objeto, y sería extraño que dejásemos de lado, por ejemplo, los transportes en las periferias urbanas.

- Las dos aproximaciones se desbordan cada una sobre la otra. En efecto, apunta Castoriadis, en materia socio-histórica todo interactúa con todo y recíprocamente, ni la simplificación sincrónica multi-objeto ni la simplificación diacrónica mono-objeto, por útiles que sean en una primera aproximación, no pueden mantenerse mucho tiempo, los hilos de la madeja se entremezclan en el tiempo y en las instituciones, sobre todo el tiempo, que tiene una relevancia privilegiada para Castoriadis: las instituciones, no solo se construyen con el factor tiempo (entre otros factores), sino que además sería un sinsentido hablar de instituciones socio-históricas fuera del tiempo.

## Análisis sobre Castoriadis
La obra de Castoriadis ha sido analizada críticamente por distintos pensadores contemporáneos, de los cuales destacan los siguientes:
- Takis Fotopoulos en Hacia una democracia inclusiva, entre otros.
- Jürgen Habermas en El discurso filosófico de la modernidad.
- Richard Rorty en «Unger, Castoriadis y el romance de un futuro nacional», en Ensayos sobre Heidegger y otros pensadores contemporáneos.
- Todd May en The Political Philosophy of Poststructuralist Anarchism.
- Vincent Descombes en Philosophie par gros temps.
- Daniel Blanchard en La crisis de las palabras: notas a partir de Cornelius Castoriadis y Guy Debord.
- René Lourau en El análisis institucional.
- Fabio Ciaramelli en Instituciones y normas: Sociedad global y filosofía del derecho.
- Yannis Stavrakakis en La izquierda lacaniana: psicoanálisis, teoría, política.

Al mismo tiempo, existe un cantidad considerable de análisis sobre el pensamiento de Castoriadis:
- Albertani, Claudio, Rovira, Guiomar y Modonesi, Massimo. La autonomía posible. Reinvención de la política y emancipación. (México, 2009)
- Cabrera, Daniel H. (coordinador). Fragmentos del caos: Filosofía, sujeto y sociedad en Cornelius Castoriadis (Argentina, 2008)
- David, G. Castoriadis: le projet d’autonomie (Francia, 2000)
- Franco, Y. Freire, H. y Loreti, M. (editores). Insignificancia y autonomía. Debates a partir de Cornelius Castoriadis. Psicoanálisis, filosofía, arte, política (Argentina, 2007)
- Franco, Yago. Magma (Cornelius Castoriadis: psicoanálisis, filosofía, política) (Argentina, 2003)
- Gottraux, P. Socialisme ou Barbarie, un engagement politique et intelellectuel dans la France de l’après-guerre (Francia, 1997)
- Jiménez, Marco A. Encrucijadas de lo imaginario. Autonomía y práctica de la educación. (México, 2007)
- Morin, E., Vidal-Naquet, P., Enriquez, E. y otros. Autonomie et autotransformation de la société. La philosophie militante de Comelius Castoriadis (Francia, 1989)
- Poirier, N. Castoriadis: El imaginario radical (Francia, 2004) (trad. española: 2006)
- Tarinski, Yavor. Breve introducción al legado político de Castoriadis (México, Centro Latinoamericano de Pensamiento Crítico, 2020)
- Tello, Nerio. Cornelius Castoriadis y el imaginario radical (España, 2003)
- Vera, Juan Manuel. Cornelius Castoriadis (1922-1997) (España, 2001)
- Wolf-Felder, Martín. Cornelius Castoriadis: psicoanálisis y autonomía (Uruguay, 1994).

## Obras
- La sociedad burocrática — 1973 (Tusquets Editores, 1976)
  - tomo 1: Las relaciones de producción en Rusia
  - tomo 2: La revolución contra la Burocracia
- La experiencia del movimiento obrero — 1974 (Tusquets Editores, 1979)
  - tomo 1: Cómo luchar
  - tomo 2: Proletariado y organización
- Los consejos obreros y la economía en una sociedad autogestionaria (Editorial Zero, 1976)
  - Publicado bajo el nombre de «Paul Cardan», pseudónimo usado en Socialismo o Barbarie
- Proletariado y organización (Editorial Zero, 1977)
  - publicado bajo el pseudónimo de «Paul Cardan», usado en Socialismo o Barbarie
- La institución imaginaria de la sociedad — 1975 (Tusquets Editores, Colección Acracia)
  - tomo 1: Marxismo y teoría revolucionaria (Acracia, 33, 1983)
  - tomo 2: El imaginario social y la institución (Acracia, 34, 1989)
- El mito del Desarrollo, en VV. AA. Reflexiones sobre el desarrollo y la racionalidad (Editorial Kairos, 1980)
- Ante la guerra — 1981-1983 (idea original en dos tomos, de los cuales solo se editó el primero)
  - tomo 1: Las realidades (Tusquets Editores, 1986)
- Las encrucijadas del laberinto — 1978
  - sin edición total al castellano; publicado parcialmente con el título: Psicoanálisis, proyecto y elucidación (Nueva Visión, 1992)
- Capitalismo moderno y revolución — 1979 (Ruedo Ibérico, 1970)
  - publicado bajo el pseudónimo de «Paul Cardan»
- Le Contenu du Socialisme — 1979 (sin edición castellana; véase La exigencia revolucionaria)
- Los dominios del hombre. Encrucijadas del laberinto — 1986 (Gedisa, 1988)
  - conocida como Encrucijadas del laberinto II
- El mundo fragmentado. Encrucijadas del Laberinto III — 1990 (Altamira, 1993)
- El avance de la insignificancia. Encrucijadas del Laberinto IV — 1996 (Eudeba, 1997; Ediciones Cátedra, 1998, ISBN 8497616018)
- Hecho y por hacer. Pensar la imaginación (Eudeba, 1998)
  - conocida como Encrucijadas del laberinto V
- Figuras de lo pensable. Encrucijadas del laberinto VI (Ediciones Cátedra, 1999; Fondo de Cultura Económica, 2001, ISBN 950-557-362-6)
  - publicación póstuma, bajo un índice tentativo del mismo Castoriadis
- La exigencia revolucionaria (Acuarela libros, 2000, ISBN 978-987-1523-01-6)
  - colección de ensayos que fueron publicados, junto a otros textos no incluidos, en la recopilación Le contenu du socialisme (Éditions 10/18, 1979)
- Ciudadanos sin brújula (Ediciones Coyoacán, 2001, ISBN 970-633-173-5)
  - compilación de textos varios
- Sobre el Político de Platón — 1999 (Ensayo & Error, 2001; Fondo de Cultura Económica, 2003; Trotta Editorial, 2004, ISBN 978-84-8164-697-9)
- La insignificancia y la imaginación (Editorial Trotta, 2002)
  - publicado con el título Diálogos y controversias por Nordan-Comunidad en 2007. Es una serie de conversaciones con Daniel Mermet, Octavio Paz, Alain Finkielkraut, Jean-Luc Donnet, Francisco Varela y Alain Connes
- Sujeto y verdad en el mundo histórico-social: seminarios 1986-1987. La creación humana I — 2002 (Fondo de Cultura Económica, 2004, ISBN 950-557-607-2)
- Una sociedad a la deriva: entrevistas y debates 1974-1997 — 2005 (Katz Barpal Editores, 2006, ISBN 84-609-8361-7)
- Escritos políticos (Asociación los Libros de la Cátara, 2006)
- Lo que hace a Grecia, 1: de Homero a Heráclito. Seminarios 1982-1983. La creación humana II — 2004 (Fondo de Cultura Económica, 2006, ISBN 950-557-675-7)
- La institución imaginaria de la sociedad — 1975 (Tusquets Editores, Colección Ensayos, 2007)
  - edición con poca difusión en un solo tomo de los dos volúmenes anteriormente publicados en la colección Acracia
- Democracia y relativismo: debate con el MAUSS (Trotta Editorial, 2007, ISBN 9788481648898)
- Ventana al caos (Fondo de Cultura Económica, 2008, ISBN 978-950-557-740-8)
- Mayo 68: la brecha (Nueva Visión, 2009, ISBN 978-950-602-588-5)
  - junto con Claude Lefort y Edgar Morin
- Lo que hace a Grecia, 2: la ciudad y las leyes. Seminarios 1983-1984. La creación humana III — 2008 (Fondo de Cultura Económica, 2012, ISBN 978-950-557-908-2)
- Historia y creación: Textos filosóficos inéditos 1945-1967 — 2009 (Siglo XXI, 2013, ISBN 9786070303128)
- Lo que hace a Grecia, 3: Tucídides, la fuerza y el derecho. Seminarios 1984-1985. La creación humana IV — 2011 (sin edición en castellano).

### Textos de obras del autor en línea
- David Ames Curtis (coautor), World in Fragments: Writings on Politics, Society, Psychoanalysis, and the Imagination, Stanford University Press, 1997, ISBN 0804727635 y 9780804727631 (texto en línea).
- The Imaginary Institution of Society, MIT Press, 1998, ISBN 0262531550 y 9780262531559 (texto en línea).
- El ascenso de la insignificancia, editor Universitat de València, 1998, ISBN 8437616018 y 9788437616018 (texto en línea).
- Figuras de lo pensable, editor Universitat de València, 1999, ISBN 8437617774 y 9788437617770 (texto en línea).
- Figures of the Thinkable, Stanford University Press, 2007, ISBN 0804742340 y 9780804742344 (texto en línea).

### Obras relacionadas de otros autores
- Yago Franco, Magma: Cornelius Castoriadis : psicoanálisis, filosofía, política, Editorial Biblos, 2003, ISBN 9507863818 y 9789507863813 (texto en línea).
- Jeff Klooger, Castoriadis: Psyche, Society, Autonomy, editor Brill, 2009, ISBN 9004175296 y 9789004175297 (texto en línea).
- Alexandros Schismenos, Castoriadis against Heidegger: Time and existence, ISBN 9798394648090
- Yavor Tarinski, Breve introducción al legado político de Castoriadis, México, Centro Latinoamericano de Pensamiento Crítico, 2020.

## Videografía
- Cornelius Castoriadis en Chile: Una entrevista inédita
- Presentación de Libro Breve introducción al legado político de Castoriadis, de Yavor Tarinski. Organizado por el Centro Latinoamericano de Pensamiento Crítico. Fecha: 12 de diciembre de 2020.

## Anecdotario
- Durante el primer trimestre de 1979, una virulenta discusión mediática enfrentó a Cornelius Castoriadis y al historiador Pierre Vidal-Naquet con el escritor Bernard-Henri Lévy. El motivo fueron los numerosos errores de referencias de la primera edición del libro de Lévy Le testament de Dieu (El testamento de Dios).
- A la muerte de Castoriadis, ocurrida a finales de 1997, el periódico Le Monde publicó una nota necrológica en la cual la única cita, fuera de todo contexto, era: «¿Es el objeto de una civilización cambiar de coche cada tres años?». Muchos lectores creyeron que Castoriadis sólo había sido un analista crítico con la sociedad de consumo, al estilo de los años sesenta, perdiéndose los conceptos de ontología y de emancipación autónoma.
- Una vez lo consultaron a Sartre sobre Castoriadis, no pudo más que sentenciar: «Castoriadis siempre tuvo razón, pero en el momento equivocado». A lo que Cornelius respondió: «En cambio Sartre siempre estuvo equivocado en el momento justo».
- En la tumba de Montparnasse está inscrito en griego y francés una cita de Heráclito: «No encontramos caminando los confines del alma, aún recorriendo todo camino, tan profundo es su principio» (traducción castellana de García Bacca).
- El pensador alemán Jürgen Habermas en su libro El discurso filosófico de la modernidad, en el apartado Excurso sobre C. Castoriadis: «la institución imaginaria», pese a dedicarle una crítica profunda, afirma que: «Castoriadis ha emprendido la tentativa más original, ambiciosa y reflexiva de pensar de nuevo como praxis la emancipadora mediación de historia, sociedad, naturaleza interna y naturaleza externa».[10]

### Citas
1. ↑  «Cornelius Castoriadis». Arbol de la Democracia - Cornelius Castoriadis. Consultado el 7 de julio de 2023.
2. ↑  Castoriadis, 1976, pp. 18-19.
3. ↑  Castoriadis, Cornelius (1974). «"Anti-Mythes", An Interview with C. Castoriadis». Telos (23).
4. ↑  Castoriadis, 1983, p. 7.
5. ↑  Sánchez Capdequí, Celso. «Apuntes para una biografía intelectual». Publicado en el monográfico Cornelius Castoriadis. La pluralidad de los imaginarios sociales de la modernidad de la revista Anthropos, n.º 198, 2003.
6. ↑  Savater, Fernando (25 de enero de 1998). «Tribuna: Imaginación o barbarie». El País (Madrid: Ediciones El País). Consultado el 26 de diciembre de 2017.
7. ↑  Socialisme ou Barbarie, n.° 1, 1949, p. 111. Así citado en: Poirier, N. Castoriadis: el imaginario radical. Buenos Aires, Nueva Visión, 2006, p. 13.
8. ↑  Castoriadis, 1983, p. 26.
9. ↑  «Parutions récentes». Association Castoriadis (en francés). Archivado desde el original el 12 de diciembre de 2013. Consultado el 26 de diciembre de 2017.
10. ↑  Habermas, Jürgen (2008). «Excurso sobre C. Castoriadis». El discurso filosófico de la modernidad. Madrid: Katz. p. 353. ISBN 9789871283712. OCLC 244643099.